# Éric Duret
Éric Duret, né le 1er juillet 1960 à Nice, est un réalisateur et acteur français.

## Biographie
Éric Duret est le frère de l'acteur Marc Duret.

## Filmographie

### Réalisateur

#### Court métrage
- 1985 : Lorcos

#### Long métrage
- 1990 : L'Homme au masque d'or

#### Téléfilms
- 2014 : Meurtres au Pays basque
- 2014 : Famille et Turbulences
- 2014 : Meurtres à Guérande
- 2015 : Cassandre
- 2016 : L'Île aux femmes
- 2017 : Crime dans les Alpilles
- 2018 : Crime dans le Luberon
- 2018 : Un mensonge oublié
- 2019 : Crime dans l'Hérault
- 2019 : Meurtres dans le Jura

### Acteur
- 1987 : Sale Destin de Sylvain Madigan
- 1988 : Le Complot d'Agnieszka Holland